# YJ-83
 O YJ-83 (chinês: 鹰击-83, pinyin: yingji-83, lit. ‘eagle strike 83’; O nome do relatório da OTAN: CSS-N-8 Saccade) é um míssil chinês subsônico anti-navio de cruzeiro. É fabricado pela Terceira Academia da China Aerospace Science and Industry Corporation.

## Descrição
O YJ-83 usa microprocessadores e uma unidade de referência inercial (IRU); estes são mais compactos do que os eletrônicos equivalentes usados no YJ-8 e no C-802 de exportação, permitindo que o YJ-83 tenha um alcance de 180 km a Mach 0,9. O míssil é alimentado pelo turbojato chinês CTJ-2 e possui ogiva de fragmentação de 190 kg de alto explosivo. A orientação do terminal é feita por um radar ativo. O YJ-83K, a variante lançada pelo ar, tem um alcance de 200 km. Esses dados podem ser para um YJ-83A aprimorado; o YJ-83 original pode ter alcance mais curto, a 120 km e 130 km para as versões lançadas na superfície e no ar, respectivamente.
O YJ-83KH possui um buscador eletro-óptico e pode receber correções de curso por link remoto.
O YJ-83 entrou em serviço com a Marinha do Exército de Libertação Popular em 1998-1999 e equipou um grande número de seus navios de guerra de superfície. O YJ-83K equipa o Xian JH-7 e H-6G .

## C-802

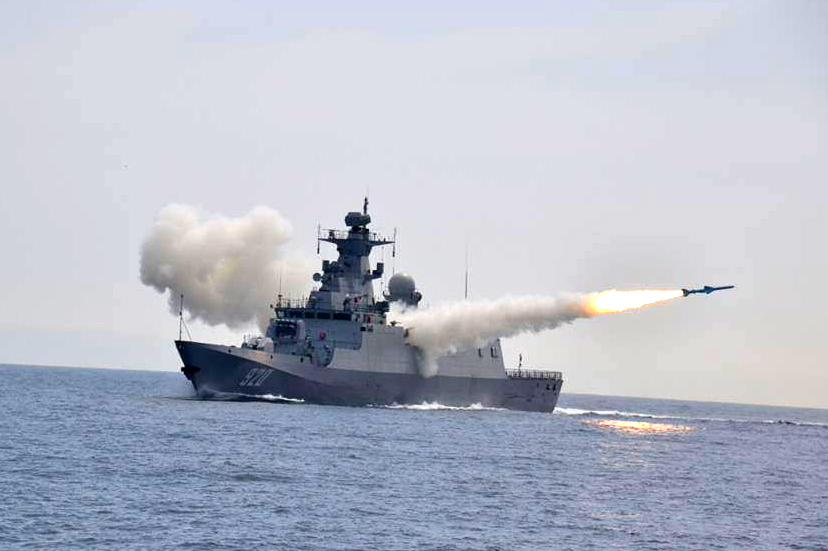
C-802

O C-802 é a versão de exportação do YJ-83; É alimentado pelo turbojato francês TRI 60-2 e tem um alcance de 65 milhas náuticas (120 km).
O C-802A e o C-802AK são as variantes lançadas na superfície e no ar. O C-802A tem um alcance de 100 milhas náuticas (190 km).

## Confusão entre o YJ-82, C-802 e "C-803"
Os militares dos EUA consideram o C-802 e o C-802A como parte da família YJ-83.
O C-802 precede o YJ-83 estreitamente relacionado; a rigor, apenas o C-802A é o desenvolvimento de exportação do YJ-83. O C-802 é às vezes e erroneamente considerado a versão de exportação do YJ-82; os dois são desenvolvimentos separados.
Um "C-803" em potencial foi erroneamente promulgado como versão de exportação do YJ-83 por entusiastas no final dos anos 90. Até agora, esse míssil não existe.

## História operacional
As notícias indicam que este foi o míssil usado em 14 de julho de 2006, na Guerra do Líbano de 2006, quando o Hezbollah disparou dois mísseis em navios de guerra israelenses. Um míssil atingiu a corveta INS Hanit, causando danos significativos e quatro mortes. O Irã, o fornecedor relatado do míssil ao Hezbollah, se recusou a confirmar ou negar formalmente a reivindicação. Os Hanit sofreram danos graves, mas permaneceram à tona, escaparam da linha de fogo e fizeram o resto da jornada de volta a Ashdod para reparos por conta própria.
O navio israelense possuía sofisticada capacidade de defesa de mísseis de várias camadas: uma arma Phalanx CIWS, mísseis anti-míssil Barak 1, Chaff e ECM. Eles deveriam ter sido capazes de impedir um ataque de míssil anti-navio como o YJ-82, mas, de acordo com as forças armadas de Israel, eles foram desativados intencionalmente no momento do suposto ataque com mísseis devido a:  
- uma falta de inteligência indicando que o Hezbollah possuía esse míssil.[carece de fontes?]
- a presença de muitas aeronaves da Força Aérea de Israel conduzindo operações nas proximidades do navio que podem ter acionado acidentalmente o sistema de ameaças antimísseis/aéreas do navio, com o perigo de abater uma aeronave aliada. No entanto, o navio possui um sistema de identificação de amigo ou inimigo (opcionalmente instalado durante a guerra) para impedir o ataque de aeronaves amigas.[carece de fontes?]

Em 9 de outubro de 2016, o destróier de mísseis guiados da Marinha dos Estados Unidos USS Mason (DDG-87) informou ter sido atacado no Mar Vermelho por mísseis de cruzeiro disparados de território no Iêmen controlado pelo grupo Houthi. Os mísseis pareciam semelhantes a um disparado do Iêmen na semana anterior que danificou o HSV Swift, um navio de transporte alugado sob o controle dos Emirados Árabes Unidos, que está apoiando o governo iemenita em uma guerra civil contra os houthis. A análise dos danos causados por esse míssil levou os especialistas a acreditar que era um C-802. Nenhum dos mísseis disparados contra o USS Mason atingiu seus alvos; As autoridades dos EUA alegaram que foram usadas contramedidas defensivas, incluindo o lançamento de mísseis defensivos.[carece de fontes?][carece de fontes?]

## Operadores
Argélia

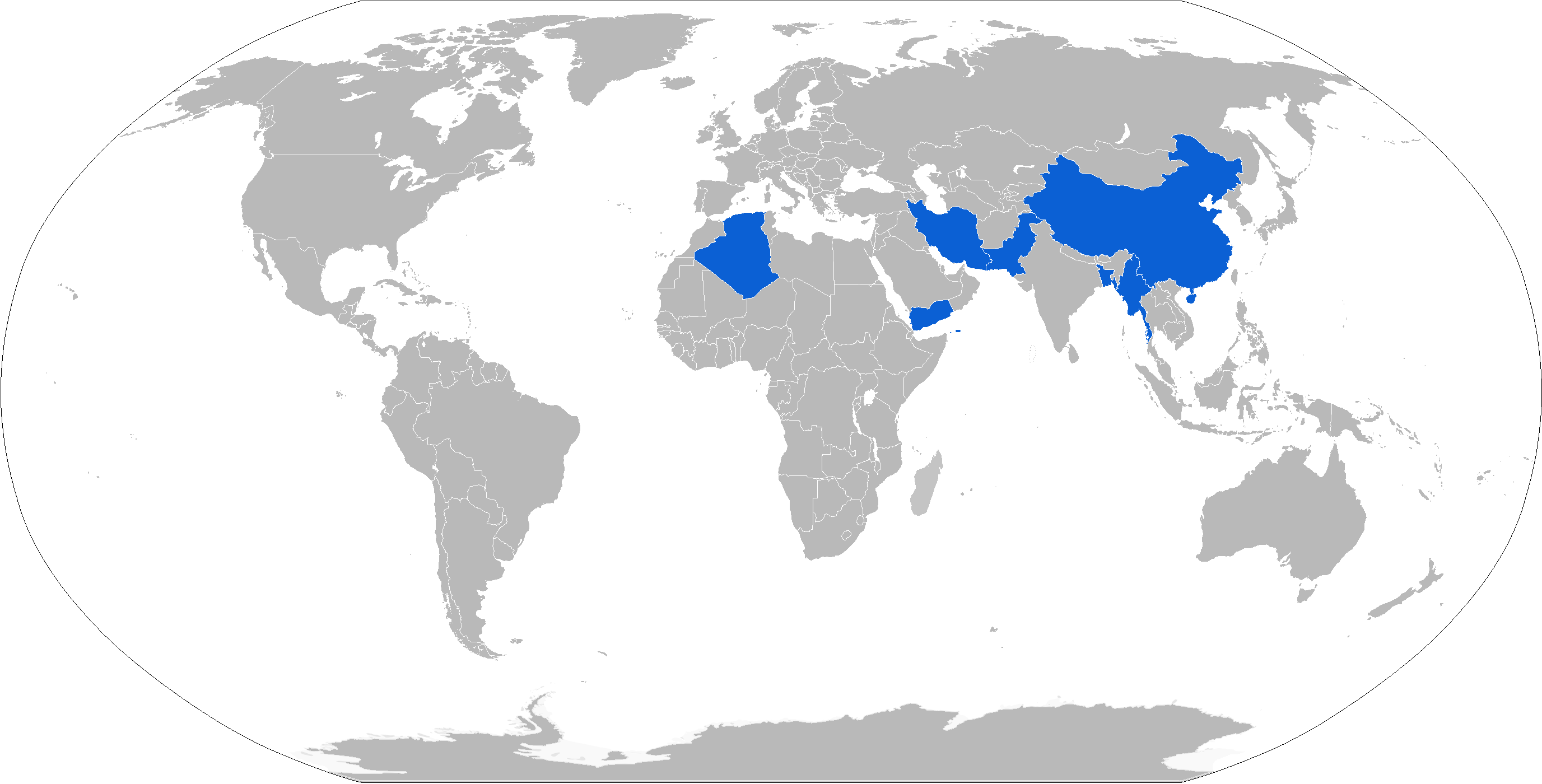
Mapa com operadores YJ-83 em azul

- Marinha Nacional da Argélia, C-802[13]

 Bangladesh
- Marinha de Bangladesh, C-802A[14]

 Irão
- Marinha da República Islâmica do Irã, C-802[15]

 Myanmar
- Marinha de Mianmar, C-802[16]

 Paquistão
- Força Aérea do Paquistão, C-802[17]
- Marinha do Paquistão, C-802[17]

  China
- Marinha do Exército de Libertação Popular[18]
- Força Aérea Naval do Exército de Libertação Popular[2]

 Iêmen
- Marinha do Iêmen, C-802[19]